# Varanus mabitang
Varanus mabitang är en ödleart som beskrevs av  Maren Gaulke och Curio 2001. Varanus mabitang ingår i släktet Varanus och familjen Varanidae. IUCN kategoriserar arten globalt som starkt hotad. Inga underarter finns listade i Catalogue of Life. Arten beskrevs först 2001.

## Geografisk utbredning
V. mabitang är endemisk på ön Panay som ingår i Visayaöarna, i Filippinerna. Arten förekommer framför allt i beskogade delar av bergskedjorna i nordvästra och västra delarna av ön. Individer har hittats på mellan 200 och 1 000 meter över havet. Endast tolv exemplar har observerats sedan 2002.

## Hot mot arten
Arten är starkt hotad (EN) på grund av att dess biotop, med låglänt skog, som den är starkt bunden till ställs om till jordbruksmark och är föremål för skogsbruk. Dessutom är köttet omtyckt, varför den jagas av människor.